# Marco Macrinio Avito Catonio Víndex
Marco Macrinio Avito Catonio Víndex (en latín: Marcus Macrinius Avitus Catonius Vindex; c. 134 – c. 176) fue un senador romano que desarrolló su cursus honorum bajo el reinado de Marco Aurelio. Originalmente fue un miembro de la orden ecuestre, Vindex demostró coraje e inteligencia, por lo que recibió varios dona militaria y su promoción al Senado, seguido de su nombramiento para el consulado, que Géza Alföldy data de un nundinium indeterminado alrededor del año 175.

## Orígenes familiares
Los orígenes familiares de los Macrinii Vindices son inusuales. Anthony Birley señala la posibilidad, "por remota que sea", de que Vindex proveniese de Camulodunum (actual Colchester) en Britannia. Birley señala que los únicos caballeros atestiguados viviendo en la isla, Macr[...], eran residentes de esa ciudad; también señala que Vindex estaba inscrito en la tribu romana Claudia, a la que pertenecía Camulodunum. Si bien Alföldy ofrece Camuldounum como una posibilidad, también menciona a Colonia Agrippa como una alternativa igualmente plausible, pero en cualquier caso, Vindex procedía de una de las provincias occidentales.
Si Vindex provenía de una familia nativa de Camuldounum, entonces sería miembro de un grupo de élite muy pequeño: los senadores romanos de la Britania romana. Según Birley, "En cualquier caso, no se pueden detectar ciertos senadores británicos, aparte del anómalo rey Tiberio Claudio Cogidubno". Un senador romano con posible origen en Britania, Marco Estacio Prisco, cónsul en 159, aunque Alföldy, entre otros, argumenta de manera más persuasiva que Prisco era de Dalmacia. Un requisito previo para convertirse en cónsul, como en todas las magistraturas romanas tradicionales, es que uno debía estar inscrito en el Senado. Mientras Cognidubnus fue senador, nunca accedió al consulado. De los dos restantes, es más seguro que Vindex haya venido de Britania que Prisco, lo que podría convertirlo en el único cónsul natural de la Britania romana.
De interés es que el prefecto del pretorio, Marco Macrinio Víndex, también miembro de la tribu Claudia. Alföldy cree que él fue el padre del Vindex más joven, mientras que Birley simplemente afirma que el Vindex mayor "quizás" fue el padre del más joven. Una inscripción en la lápida de Vindex en Roma menciona el nombre de su esposa, Junia Flacinila, y su hija Macrinia Rufa.

## Carrera ecuestre
La misma lápida romana proporciona detalles de su carrera. La primera parte de la carrera de Vindex fue un ejemplo de tres militiae de un caballero romano. Primero fue praefectus de la Cohors VI Gallorum, que estaba estacionada en la provincia de Britania. Después fue nombrado tribunus angusticlavius de la Legio VI Victrix también estacionada en Britania. Sus siguientes dos mandos fueron sobre unidades estacionadas en Panonia Superior, primero como praefectus del Ala III Thracum y después como prefectus alae milliriariae del Ala Ulpia contariorum, una unidad de mil efectivos, lo que suponía una quarta militia, rango que muy pocos caballeros alcanzaban, ya que el número de alas miliaras del ejército romano era muy reducido. Eric Birley ha sugerido en los siglos II y III, posiblemente una innovación de Adriano, se agregó un cuarto puesto, el mando de un ala miliara.
Vindex recibió honores militares por su valor. Según Valerie Maxwell, la escala de estos premios se ajusta mejor a un tribunus laticlavius que a un oficial ecuestre, que es lo que fue como tribunus angusticlavius.
Vindex aparece en historia mientras era comandante de una unidad de caballería, probablemente el Ala Contariorum, Dion Casio señala que, en el invierno de 166/167 y con la ayuda de infantería al mando de Candido; Vindex y su caballería rechazaron una fuerza de lombardos y ubios que habían cruzado el Danubio para invadir territorio romano. Esta victoria puede haber sido suficiente de justificar los premios.
El último puesto de Vindex como caballero fue el de procurador o gobernador de Dacia Malvensis. Anthony Birley sugiere que el emperador Marco Aurelio le asignó este puesto debido a su experiencia militar, aun así, debido a la presión continuada de los bárbaros que reingresaron a la gran llanura húngara y quizás incluso cruzaron el río Tisza del noroeste. Vindex tuvo una función crucial en defender el territorio romano, porque había un vacío en el mando en el momento que medió entre la desaparición del gobernador de Dacia Romana, Sexto Calpurnio Agrícola, posiblemente muerto por la peste antonina o en combate, y el momento en el que Marco Claudio Frontón, gobernador de la vecina provincia de Mesia Superior, fue capaz de poner autoridad en la asediada provincia.

## Carrera como senador romano
La segunda parte de su carrera empezó cuándo Vindex recibió de Marco Aurelio una adlectio inter praetorios, ingresando en el Senado con el rango de ex-praetor. Vindex había demostrado capacidad de mando y valor y había sido condecorado una vez por su victoria sobre los germanos. También debe tenerse en cuenta la probabilidad de que su padre fuese prefecto del pretorio; Alföldy conecta su adlectio a la fecha en la que el viejo Vindex murió en combate. No obstante, esta conexión familiar no es segura. Una tercera posibilidad fueron los efectos de la peste de Antonino antes mencionada, que sin duda se cobró la vida de algunos senadores, como Calpurnio Agrícola o como el orador Marco Cornelio Frontón. El emperador Marco Aurelio habría designado hombres destacados para llevar el Senado a su máxima capacidad, como tuvo Vespasiano después del año de los cuatro emperadores. 
El primer honor que Vindex desempeñó como senador fue el de curator de la ciudad de Ariminum; Alföldy cree que sucedió en esta función a Cayo Arrio Antonino, cónsul unos cuantos años. En algún momento posterior a su promoción, Vindex fue admitido al collegium de augures. Luego, fue nombrado gobernador de la provincia imperial de Mesia Superior, mando que  Alföldy fecha sobre el año 172 a 175. Inmediatamente después, en 175, fue nombrado cónsul sufecto y Alföldy cree que ocupó esta magistratura in absentia; así Vindex no regresó a Roma para recibir las fasces y se quedó en su provincia.
Por último, Vindex fue nombrado gobernador de la provincia adyacente de Mesia Inferior. Mientras fue gobernador de esta provincia, un soldado por el nombre de Quinto Valerio Atiniano levantó un altar a la diosa Diana, que confirma el gobierno de Vindex. Alföldy data el mandato en esta provincia hacia el año 175 y su muerte en 176. La lápida de Vindex dice que tenía 42 años y 5 meses en el momento de su muerte, lo que, si Alföldy tiene razón, situaría su nacimiento en el año 134.